# Idaea dimidiata
Idaea dimidiata là một loài bướm đêm thuộc họ Geometridae. Nó được tìm thấy ở khắp châu Âu.
Loài này có sải cánh dài 13–18 mm.

## Hình ảnh

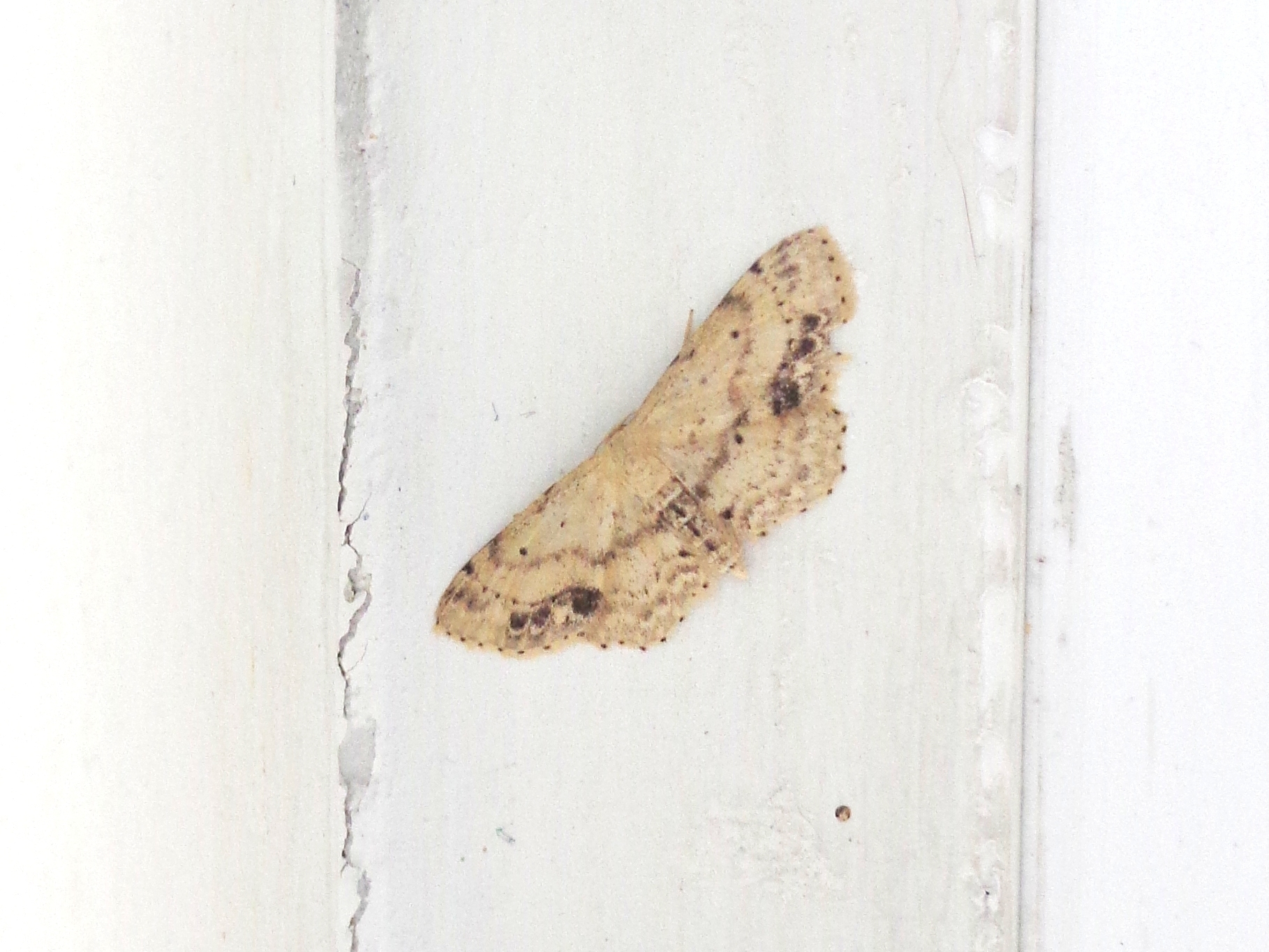
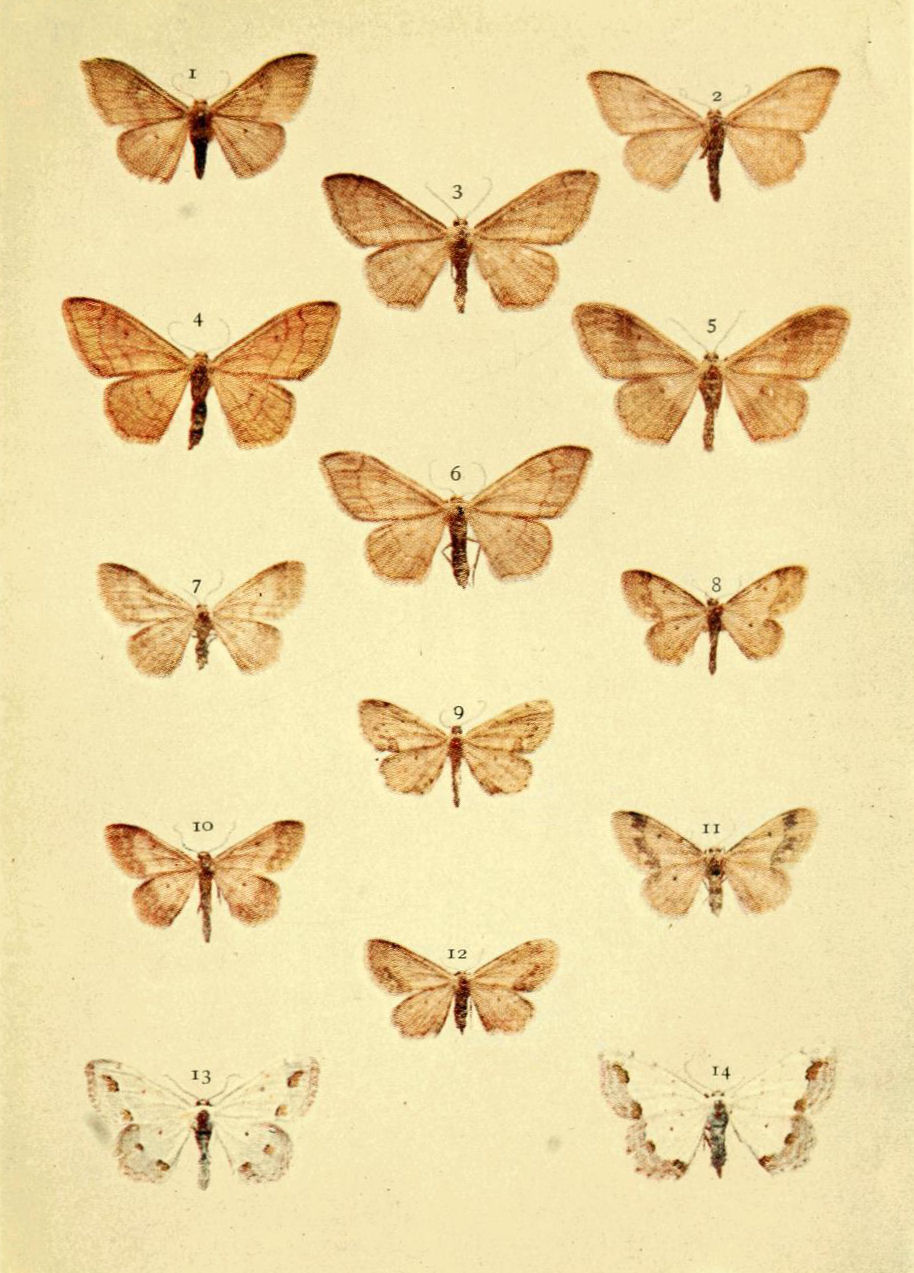
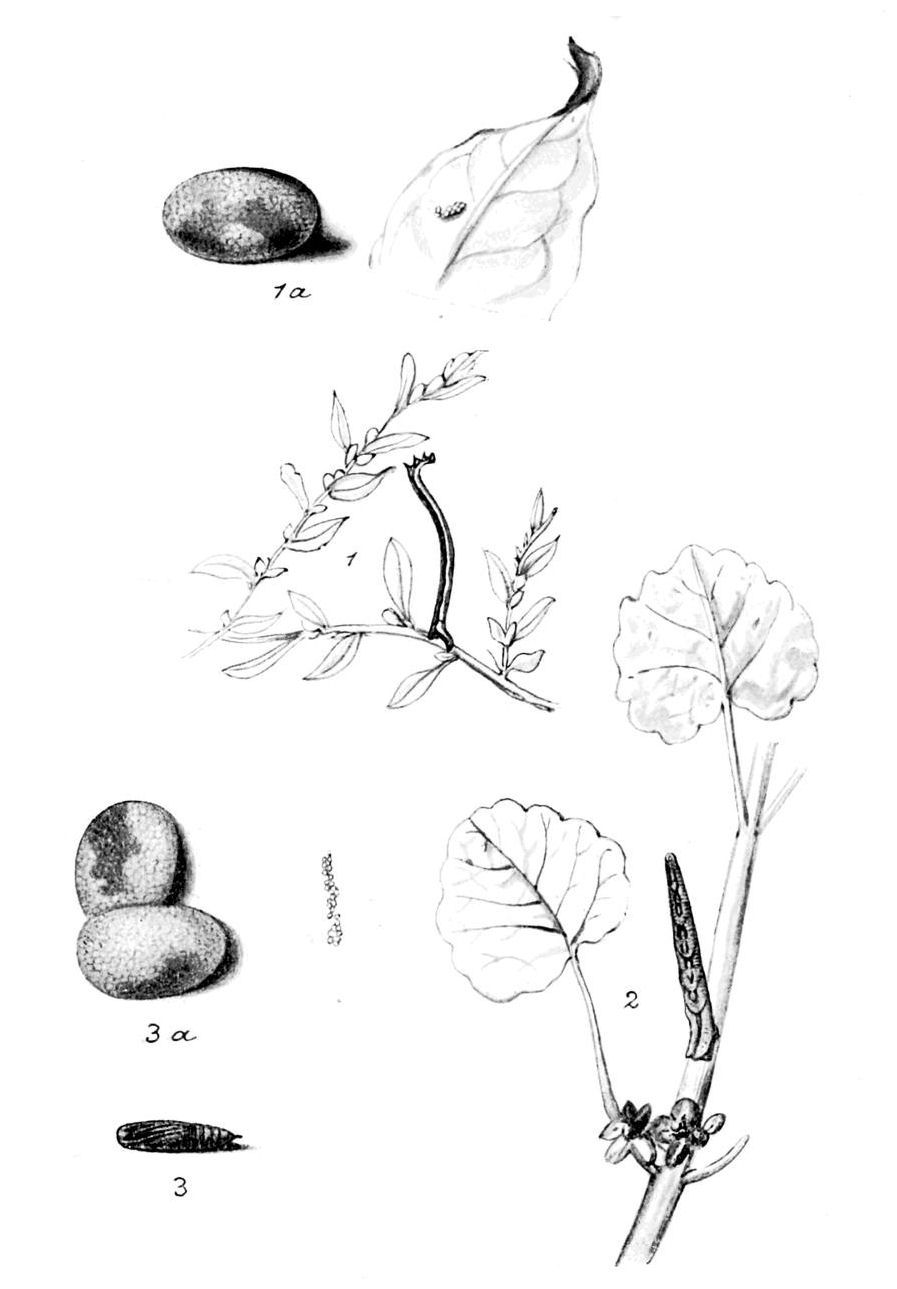
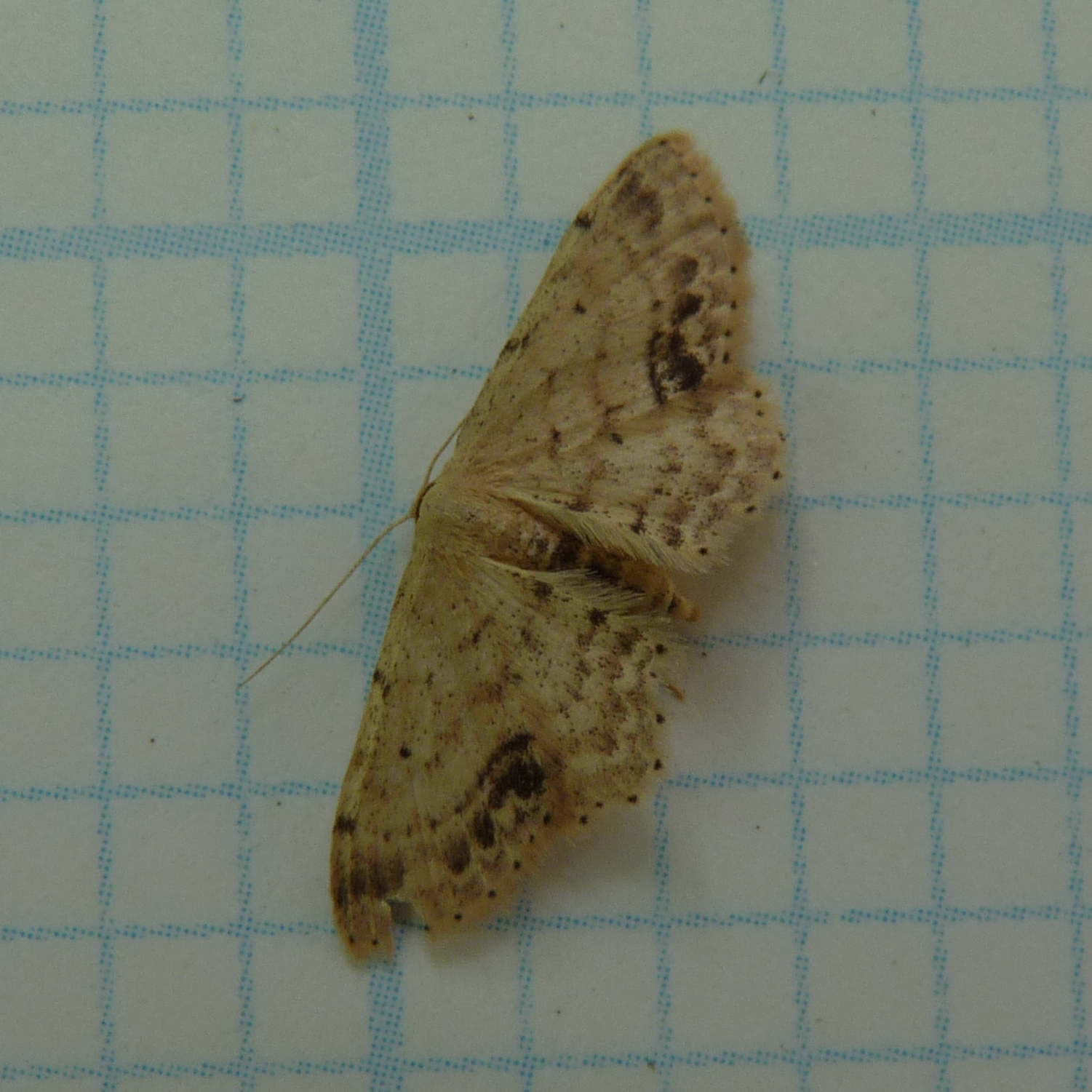